# Tanzimat

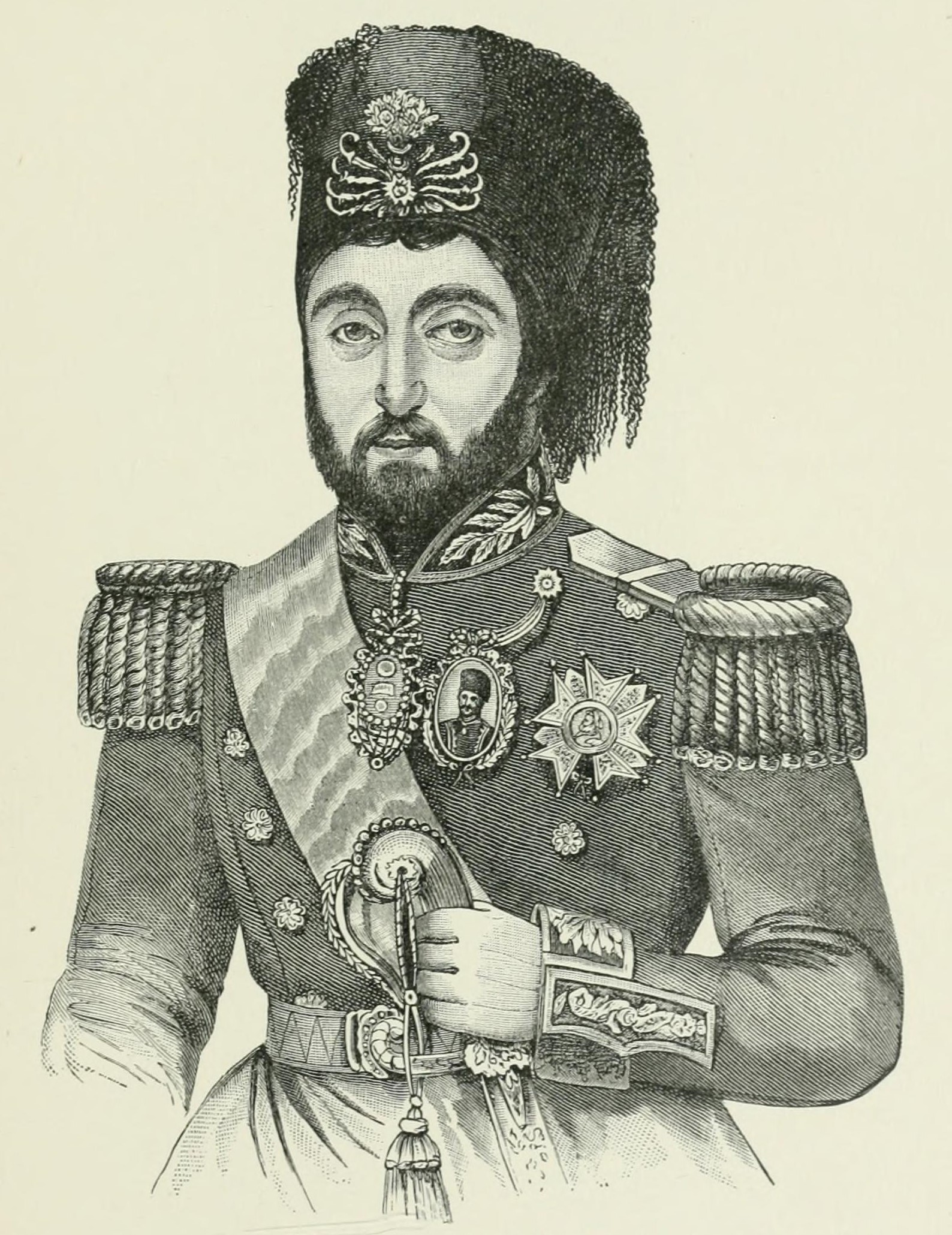
Mustafa Reşid Pascha, reformernas främste förespråkare

Tanzimat (osmansk turkiska: تنظيمات; turkiska: Tanzimât), omorganisering, betecknar perioden 1839–1876 då Osmanska riket genomgick omvälvande politiska, institutionella och andra samhälleliga reformer. Perioden avslutades då reformerna nådde sin kulmen och en konstitutionell monarki infördes år 1876.
Reformerna syftade till en modernisering av Osmanska riket för att skydda dess territoriella integritet mot inre nationalistisk splittring och yttre fiender. Tanzimatperioden inkluderade konstitutionella reformer som skapade en modern armé, ett banksystem, ersatte religiös lag med sekulär lag, och skråsystem med moderna fabriker. Tanzimatperiodens reformer hyllades av progressiva i Mellanöstern, men kritiserades av konservativa som brott mot religionens lagar. 

## Bakgrund
Moderniseringsprojekten i Osmanska riket hade tagit fart redan under sultan Mahmud II i början av 1800-talet då bland annat de inflytelserika Janitsjarkårerna avskaffades, och intensifierades under hans son Abd ül-Mecid I som också var den som inledde själva Tanzimatreformerna. Detta var ett direkt svar på det institutionella förfall och försvagade myndighetsutövande som drabbade riket vilket banat väg för rebeller som Muhammed Ali av Egypten men också den växande nationalistiska rörelsens frammarsch bland rikets religiösa och etniska minoriteter. En viktig del av reformerna var främjandet av osmanism, inspirerad av Montesquieu, Rousseau och franska revolutionens civila nationalism, i syfte att stävja upproriskhet och separatism bland minoriteterna som riskerade föranleda interventioner av de europeiska stormakterna.

## Reformer
Flera av reformerna var försök att införa lyckade europeiska motsvarigheter och många av reformisterna i maktpositioner i Osmanska riket, liksom sultan Abdülmecid själv, hade en europeisk utbildning och därav inspirationen. Den första reformen som också markerade inledningen av Tanzimatperioden 3 november 1839 var Hatt-ı Şerif-î-Gülhane, ediktet i Gülhane, som fastslog samtliga osmanska undersåtars lika rättigheter oavsett religiös eller etnisk tillhörighet. Därmed avskaffades milletsystemet som fungerat som den osmanska befolkningens främsta uppdelning ända sedan Konstantinopels fall och infördes gjordes i dess ställe en form av nationellt medborgarskap.
Exempel på efterföljande reformer var:
- Införandet av papperssedlar till den osmanska valutan. (1840)
- Öppnandet av postkontor runtom i riket. (1840)
- Omorganisationen av bankväsendet enligt fransk modell. (1840)
- Omorganisationen av civilrätt och strafflag enligt fransk modell. (1840)
- Införandet av en tidig form av parlament. (1841)
- Omorganisation av försvaret inklusive bestämd värnplikt och enhetlig rekrytering. (1844)
- Införandet av nationalflagga och nationalsång efter europeiskt mönster. (1844)
- Genomförandet av en nationell folkräkning, dock endast för män (1844)
- Införandet av nationellt giltiga identifikationsdokument. (1844)
- Avskaffande av importen av slavar via Persiska viken. (1847)
- Grundandet av moderna universitet, akademier och lärarskolor. (1848)
- Grundandet av en nationell vetenskapsakademi. (1851)
- Grundandet av aktiebolaget Şirket-i Hayriye som körde ångdrivna passagerarfärjor över Bosporen. (1851)
- Omorganisation av domstolsväsendet efter europeiskt mönster. (1853)
- Avskaffandet av importen av vita slavar. (1854)
- Avskaffandet av jizyaskatten och införandet av en enhetlig skatteindrivning. (1856)
- Avskaffandet av importen av svarta slavar. (1857)
- Etablerandet och expansionen av telegraf- och järnvägsnät. (1847-56)
- Grundandet av en centralbank (Bank-ı Osmanî). (1856)
- Avkriminaliseringen av homosexualitet. (1858)